# Tatanir, Tulcea
Tatanir este un sat în comuna Chilia Veche din județul Tulcea, Dobrogea, România. Se află în partea de nord a județului,  în Delta Dunării, pe malul brațului Chilia.